# 오픈워터스위밍

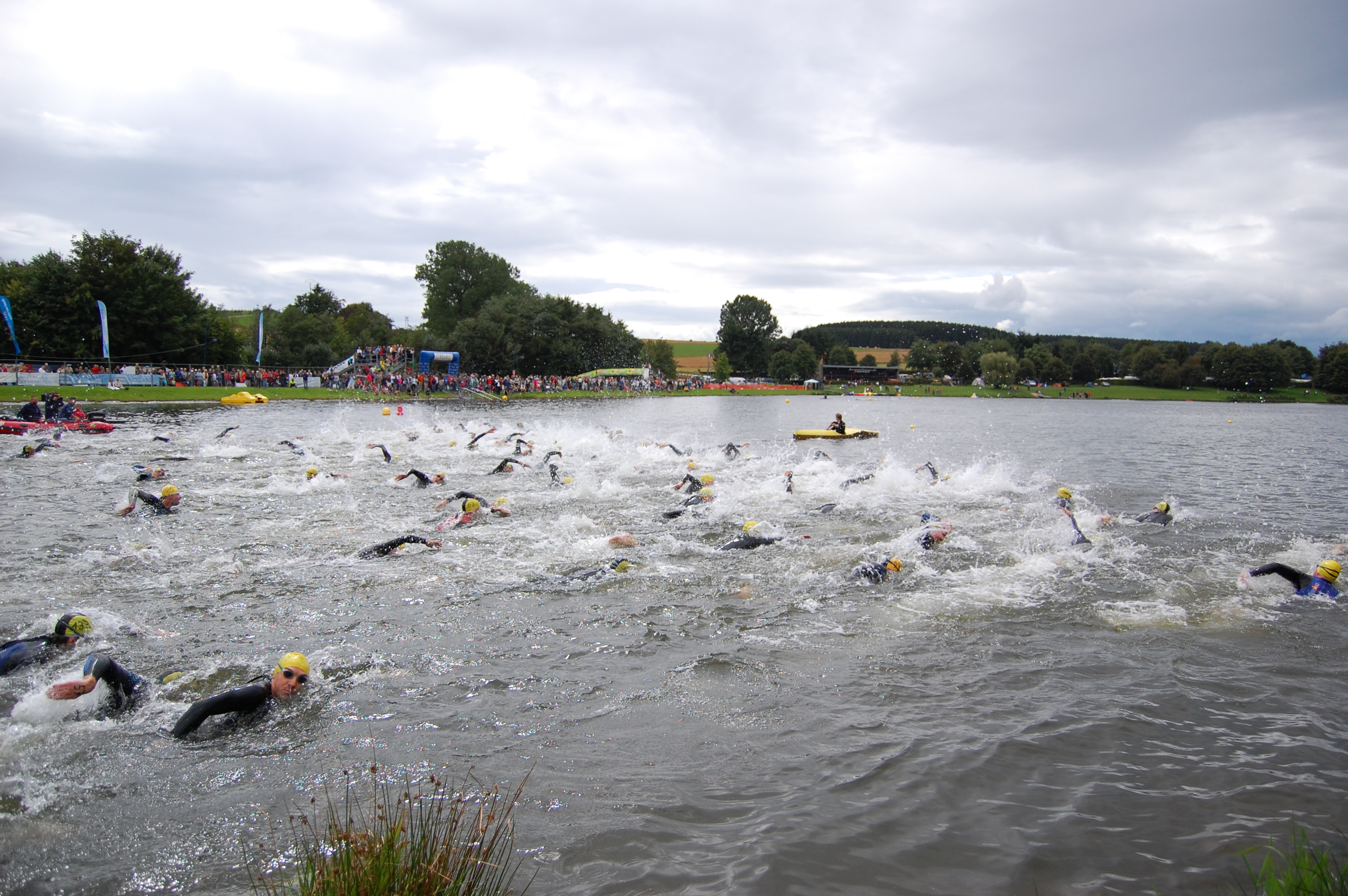

오픈워터스위밍(open water swimming)은 바다와 강, 호수 등 자연의 물 속에서 행해지는 장거리 수영 경기이다. 선수는 수영과 수구 경험자가 많지만, 경기는 날씨와 갯벌 생물 등 외부에서 다양한 영향을 받기 쉽기 때문에, 빨리 수영하는 기술뿐만 아니라 자연 속에서 수영을 위한 지식과 경험 등이 요구된다. 한편, 야외에서 레크리에이션으로 일반 사람들 사이에도 애호가가 늘고있는 스포츠이다.

## 같이 보기
- 세계 수영 연맹